# Граница (фильм, Россия)
«Граница» — предстоящий российский фильм ужасов, снятый режиссёром Дмитрием Давыдовым, премьера которого запланирована на 2025 год. Подробности о производстве фильма пока не раскрываются. Сейчас фильм находится на стадии постпроизводства.

## В ролях
- Вячеслав Шатненко — отец
- Лилиана Петрова — дочь
- Ева Кузьменко — она

## Производство
По словам режиссёра, фильм ориентирован на международный прокат, и поэтому будет полностью на английском языке. Изначально премьера была запланирована на 2023 год, но потом перенеслась на 2025.

## Премьера
Премьера фильма состоится на кинофестивале «Зеркало».